# Amtsgericht Pellworm
Das Amtsgericht Pellworm war ein preußisches Amtsgericht mit Sitz in Pellworm.

## Geschichte
Mit der Annexion Schleswig-Holsteins wurden 1867 in der nunmehr preußischen Provinz fünf Kreisgerichte und das übergeordnete Appellationsgericht Kiel eingerichtet. Als Eingangsgerichte wurden Amtsgerichte geschaffen, darunter das Amtsgericht Pellworm als eines von zwölf Amtsgerichten des Kreisgerichts Schleswig. Den Gerichtssprengel bildete die Insel Pellworm mit allen Halligen.
Mit dem Inkrafttreten des deutschen Gerichtsverfassungsgesetzes am 1. Oktober 1879 wurden reichsweit einheitlich Amts-, Land- und Oberlandesgerichte geschaffen. Das Amtsgericht Pellworm blieb bestehen und war nun dem Landgericht Flensburg nachgeordnet.
Sein Gerichtsbezirk umfasste aus dem Kreis Husum die Gemeindebezirke Gröde, Hooge, Langeneß, Nordmarsch, Oland und Pellworm.
Am Gericht bestand 1880 eine Richterstelle. Das Amtsgericht war damit ein kleines Amtsgericht im Landgerichtsbezirk.
1896 wurde das Amtsgericht Pellworm zum 1. Oktober 1896 aufgehoben. Die Gemeinden Pellworm und Hooge wurden dem Amtsgericht Husum, die anderen Gemeinden dem Amtsgericht Wyk auf Föhr zugeordnet.